# 阿荷拉与阿荷利巴
在希伯来圣经中，阿荷拉（אהלה）与阿荷利巴（אהליבה）是先知以西结给以色列王國和犹大王国的贬义的名称，出现在以西结书第23章。  
在希伯来语中，它们是双关语，阿荷拉意为“她的帐篷”，“阿荷利巴”指“我的帐篷在她的里面”。以西结将阿荷拉与阿荷利巴，或撒马利亚和耶路撒冷，描绘为一母所生的两个女子，都犯了偶像崇拜和与外邦埃及人和亚述人结为宗教和政治联盟的罪。这两个王国被描绘为妓女和淫妇。阿荷拉由于犯罪而被掳亡国。
希伯来先知经常将偶像崇拜的罪与通奸罪相比，以西结所描绘的这两个寓言人物则更为生动形象：
她贪恋那些身壮如驴，精足如马的情人。
这样，你就渴想你幼年的淫行；那时，埃及人抚摸你幼年的胸，抚弄你的乳。
(以西结书 23:20–21)
在以西结书 16章，有一个非常相似的寓言，是关于耶路撒冷城市本身的。
这种寓言比较另一个很好的例子见于何西阿书。
他们的母亲行了淫乱，怀他们的母作了可羞耻的事，
因为她说，我要随从所爱的人，他们给我饼和水，羊毛和麻，油和酒。何西阿书 2:5
它同样引导读者关注先知呼吁的问题-- 一再犯偶像崇拜的罪，破坏了耶和华与以色列人的契约关系。先知以西结和何西阿认为偶像崇拜是以色列最主要的罪行。